# Sasha Spielberg
Sasha Rebecca Spielberg, nota anche con lo pseudonimo di Buzzy Lee (Los Angeles, 14 maggio 1990), è una cantante e attrice statunitense.

## Biografia
Nata a Los Angeles, in California, è la figlia primogenita del matrimonio tra il regista Steven Spielberg e l'attrice Kate Capshaw. Ha tre sorelle, Mikaela, Destro e Jessica, e tre fratelli, Sawyer, Theo e Max.

## Carriera

### Attrice
Ha fatto la sua prima apparizione nel mondo dello spettacolo nel 1999, nel film La lettera d'amore, assieme alla madre e alla sorellastra. Negli anni successivi, ha fatto parte anche di film diretta dal padre come The Terminal, Munich, Indiana Jones e il regno del teschio di cristallo e The Post.

### Cantante

#### Inizi con i Wardell
Decide di entrare nel mondo della musica nel 2013, quando assieme al fratello Theo fonda i Wardell. Nello stesso anno i due pubblicano il loro primo EP chiamato The Brother/Sister, seguito da un altro EP chiamato Love/Idleness, uscito nel 2015.

#### Collaborazione con Nicolas Jaar
Nel 2014 ha iniziato una collaborazione con il compositore, nonché ex-compagno alla Università Brown, Nicolas Jaar. Sotto il nome di Just Friends i due hanno pubblicato una cover di Avalanche e il singolo Don't Tell Me.

#### Cantante da solista

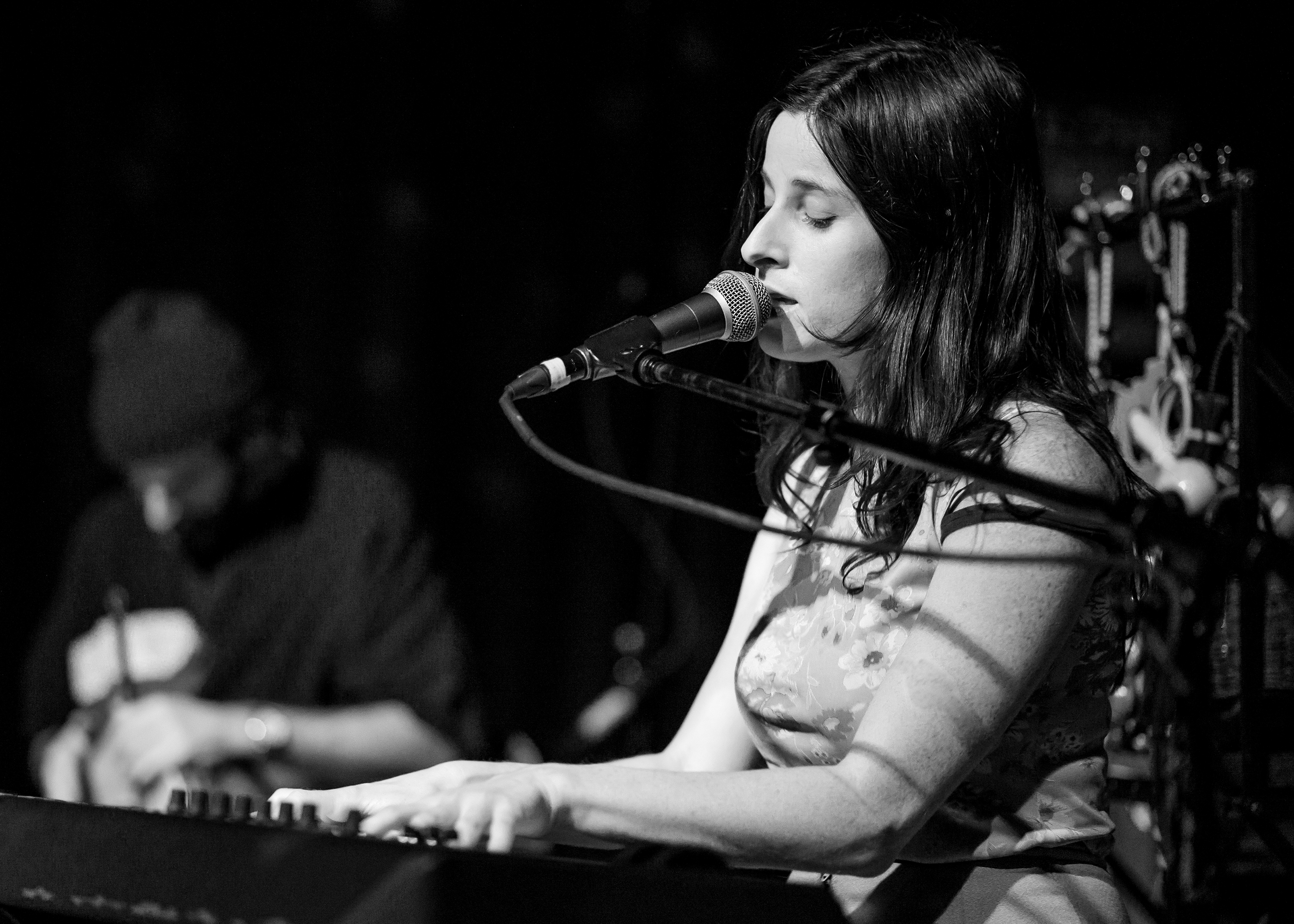
Sasha Spielberg nel 2018

Dopo le esperienze con i Wardell e i Just Friends, nel 2018, inizia la carriera da solista con lo pseudonimo di Buzzy Lee. Il 27 aprile, pubblica il suo primo EP da solista chiamato Facepaint, seguito da Close Encounters of Their Own Kind.

## Filmografia
- La lettera d'amore (The Love Letter), regia Peter Chan (1999)
- The Terminal, regia di Steven Spielberg (2004)
- Munich, regia di Steven Spielberg (2005)
- Indiana Jones e il regno del teschio di cristallo (Indiana Jones and the Kingdom of the Crystal Skull), regia di Steven Spielberg (2008)
- The Company Men, regia di John Wells (2010)
- The Dry Land, regia di Ryan Piers Williams (2010)
- I ragazzi stanno bene (The Kids Are All Right), regia di Lisa Cholodenko (2010)
- L'arte di cavarsela (The Art of Getting By), regia di Gavin Wiesen (2011)
- Before I Sleep, regia di Aaron Sharff e Billy Sharff (2013)
- The Post, regia di Steven Spielberg (2017)
- Dude, regia di Olivia Milch (2018)
- In a Relationship - Amori a lungo termine (In a Relationship), regia di Sam Boyd (2018)

## Discografia

### Con i Wardell
- 2013 - The Brother/Sister
- 2015 - Love/Idleness

### Con i Just Friends
- 2014 - Avalanche
- 2014 - Don't Tell Me

### Solista
- 2018 - Facepaint
- 2019 - Close Encounters of Their Own Kind
- 2021 - Spoiled Love